# Бібліотека Віденського університету
Бібліотека Віденського університету (нім. Universitätsbibliothek der Universität Wien) — поряд з Австрійською національною бібліотекою, одна з найбільших наукових і публічних бібліотек Австрії. Заснована 1365 року й нараховує сьогодні 6,7 млн одиниць зберігання. Складається з головної бібліотеки та 50 філій. У бібліотеці зберігається багата колекція україніки.

## Фонди

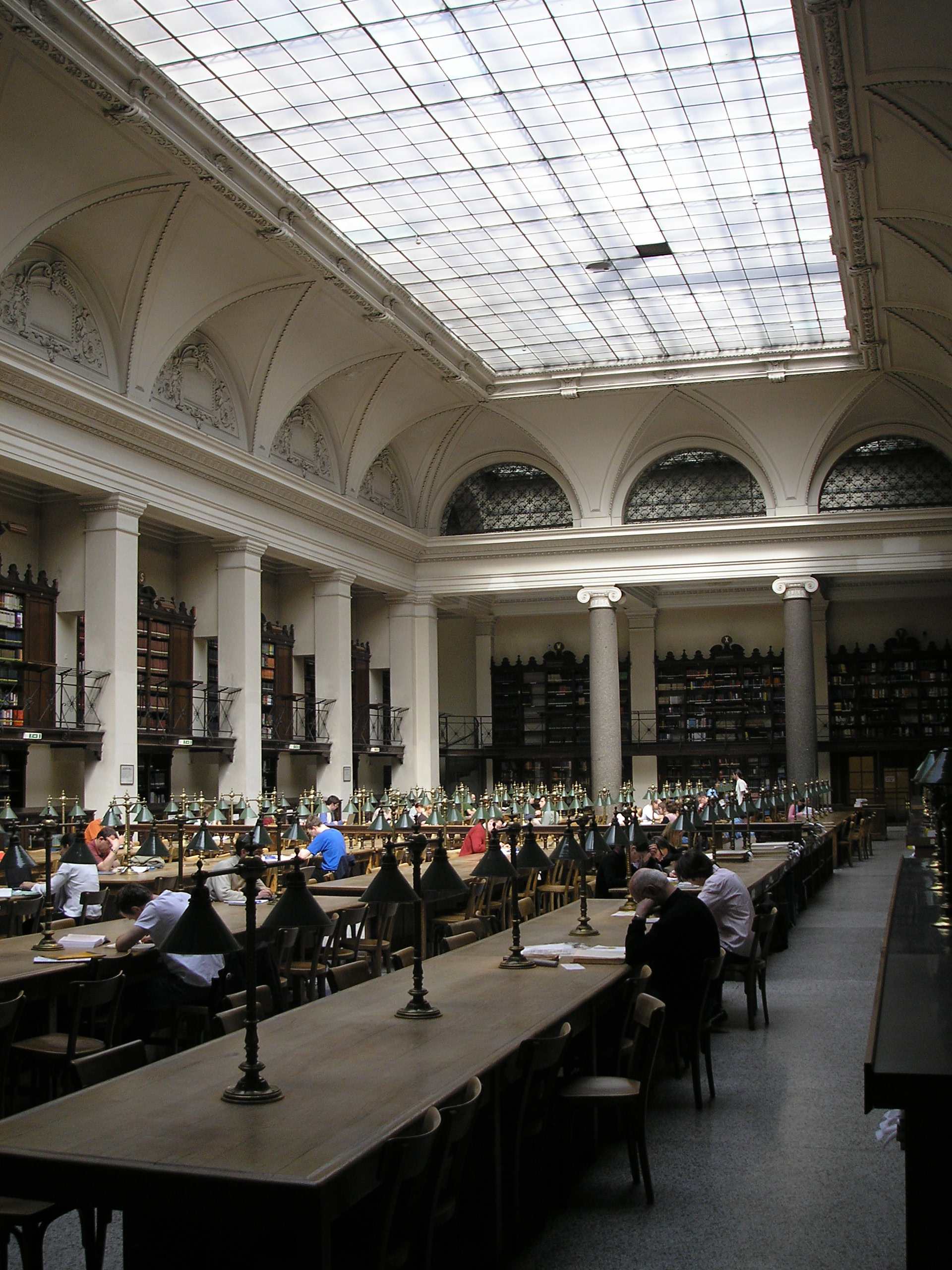
Головний читальний зал

| Томи книжок 2014                                | 7 161 562 (Головна бібліотека — 2 722 356)          |
| Друковані журнали 2015                          | 9 000 (Головна бібліотека — 2 702 назв)             |
| Електронні журнали 2015                         | бл. 80.000                                          |
| Електронні книжки                               | 325 000                                             |
| Банки даних                                     | 1 200                                               |
| Кількість запитів у каталозі OPAC 2014          | 6 763 621                                           |
| Томів, якими користувалися через абонемент 2014 | 6 730 779                                           |
| Найдавніша книга у фондах                       | Пліній, Naturalis historia (1469) Оцифрована версія |

(Стан: 2014 )

## Україніка в фондах бібліотеки
За даними В. Лукана та М. Д. Пейфуса у бібліотеці зберігається не менше 50 000 томів, присвячених славістиці. Це насамперед література часів Австро-Угорщини з таких тем: бібліографія, історія, географія, етнологія, філософія, теологія. Суто українська тематика представлена у 8-9 тисяч томах. Ця відносно невелика кількість компенсується рідкісністю видань, деякі з них відсутні в Австрійській національній бібліотеці. Наприклад, лише тут в Австрії зберігаються праці Степана Рудницького, Михайла Левицького, закордонні видання праць Михайла Грушевського, праці Миколи Троцького, Михайла Драгоманова, Олександра Барвінського, Євгена Левинського, Лонгина Цегельського, Володимира Старосольського, Тита Войнаровського, Володимира Куліша, Михайла Лозинського, Юліана Бачинського, Осипа Левицького, Василя Панейка, Арнольда Марголіна, Степана Томашівського та ін.
У відділі карт зберігаються детальні карти Галичини XVIII–XIX століть, виконані Ф. Лемером, Йозефом Лізганінгом, Йозефом М. Ф. фон Лайхтенштерном, а також декілька планів Львова того ж часу.
Тут також представлені численні навчальні програми й підручники, зокрема й україномовні, що використовувалися в навчальних закладах Галичини та Буковини, а також серія видань звітів гімназій західноукраїнських міст початку XX століття (наприклад, гімназії таких міст, як Дрогобич, Тернопіль, Броди, Борщів, Бережани тощо).
Цікавими для дослідників можуть бути дисертації на українську тематику, захищені у Відні.
У фондах бібліотеки — майже повна збірка серії «Видання уряду Західно-Української народної республіки» (1919–1922), що були видані у Львові та Відні. Серед авторів серії: Микола Євшан, Степан Рудницький, Осип Назарук, Іван Німчук, Осип Левицький.